# Strút-Harald
Strút-Harald (fl. X secolo) fu un capo vichingo di Jomsborg o un re minore della Scania durante il tardo X secolo.
Nelle saghe è considerato figlio del re danese Gorm il Vecchio e fratellastro di Harald Denteazzurro, tuttavia le Gesta Hammaburgensis ecclesiae pontificum, che descrive minuziosamente i rapporti familiari di Gorm il Vecchio, non menziona Strut-Harald.
Secondo Snorri Sturluson, Strút-Harald sarebbe stato capo dei vichinghi di Jomsborg. 
Fu il padre di Sigvaldi Strút-Haraldsson e Thorkell l'Alto, a loro volta membri di spicco di Jomsborg. È considerato l'ultimo re di Scania, in quanto tentò di rivendicare l'indipendenza della regione tanto da Gorm il Vecchio quanto da Harald Denteazzurro, che in quel periodo stava unificando la Danimarca. Il tentativo però fallì. Sven I, figlio di Harald, gli assegnò il titolo di jarl come sorta di riparazione per le conquiste del padre.
Secondo la Jomsviinga saga, nell'anno 986 partecipò alla semi-leggendaria battaglia di Hjörungavágr contro Hákon Sigurdsson.
Il suo nome deriva dal fatto che, sempre secondo la Jomsviinga saga indossava un elmo conico (strút) d'oro, dal peso di circa 10 merk (da 1 a 2 kg).
Al suo servizio potrebbe esservi stato lo scaldo Þjóðólfr da Hvinir.